# Вяземская лавра

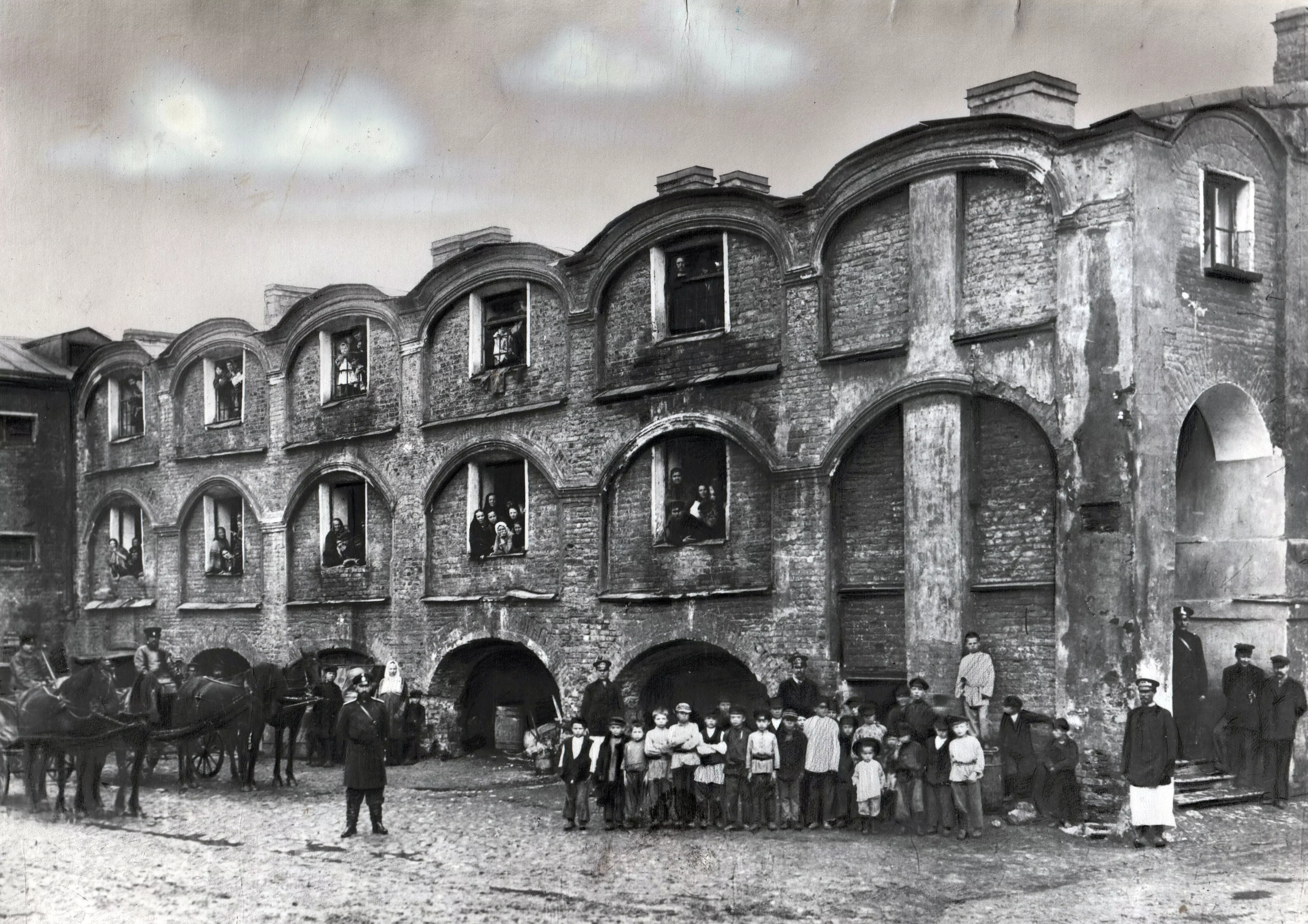
«Стеклянный» флигель на территории «Вяземской лавры», 1880 год

«Вяземская лавра» или «чрево Петербурга» — трущобный квартал около Сенной площади, существовавший с конца XVIII века и до 1920-х годов. Само название Вяземской лавры — это саркастический топоним, так как «лавра» означает мужской монастырь высшего ранга, при этом в Вяземской лавре царили совершенно не монастырские порядки. Вяземской она была названа в честь рода Вяземских, на чьей территории и возникла лавра. Она завоевала дурную славу как пристанище для разбойников и обитателей общественного дна, и просуществовала до 1920-х годов. На 2023 год территория бывшей лавры частично занята торговым центром «Сенной рынок».

## История
Вяземская лавра образовалась на территории поместья Вяземских, а точнее, на территории его флигелей. Князья Вяземские, чей дворец выходил на Фонтанку, задумали для дополнительного дохода построить на своей земле ряд жилых домов, предназначенных для городской бедноты.
В 1912 году Вяземские задумали снести лавру и на её месте проложить улицу, застроенную доходными домами. Начало будущего переулка было проложено вместе со строительством двух домов в 1910-м и 1911 годах по проекту знаменитого зодчего Александра Хренова (ныне Московский проспект, 4, 6). М. В. Вяземская, ставшая единственной наследницей недвижимости, в 1914 году продала лавру акционерному сообществу Санкт-Петербургских торговых помещений и рынков.
Между новыми домами и лаврой образовался Сенной рынок. Гражданская война, а затем революция помешали дальнейшим планам. При Советской власти лавра была снесена и вся территория была отдана под Сенной рынок.

## Описание
| Родион Раскольников | Аркадий Иванович Свидригайлов |
| Вяземский трактир выступает одним из мест действия в романе «Преступление и наказание», где встречаются Раскольников и Свидригайлов |                               |

Вяземская лавра представляла собой особый квартал у Сенной. Он фактически находился под контролем воров, а правоохранители избегали этого места. Сама территория вокруг Сенной площади считалась петербургскими трущобами. Вяземская лавра образовалась на территории поместья Вяземских, где было построено 13 домов, они оказались заселены общественным дном. Каждый флигель получил своё неофициальное прозвище, например «Столярный», «Корзиночный», «Тряпичный», «Четверные бани», «Малый» и «Большой Полторацкий». Самый массивный жилой флигель назывался «Стеклянным коридором». Он снискал самую дурную славу, так как на его третьем этаже обитала преступная организованная группировка. Также известностью пользовался располагавшийся рядом с лаврой «Малинник», являвшийся по совместительству трактиром и публичным домом.
Два флигеля выходили на Забалканский проспект и один — на Фонтанку. На территории также располагалась чайная постоялого двора — «Мышеловка». Так её прозвали из-за того, что там сыскная полиция периодически проводила обыски и устраивала облаву на разыскиваемых преступников. Также здесь находился особняк Вяземских, роскошный дворец вступал в особый контраст с его флигелями. В двух флигелях по Забалканскому проспекту размещались трактир, семейные бани, питейный дом и дюжина торговых заведений подержанных и краденных вещей, в четырёх остальных жилых флигелях также располагались бани и кладовые. Жилые помещения в лавре делились на прямые и боковые и состояли из одиночных комнат, часть комнаты была отведена под каморку для хозяев, а остальное пространство плотно обставлялось койками и нарами. В прямых квартирах жило по 45 человек и более, в боковых — вполовину меньше. Прямая комната была размером около 9 метров и имела четыре окна. Хозяевами комнат были как правило крестьяне Новгородской, Смоленской и Калужской губерний или отставные солдаты. Гигиенист Ф. Ф. Эрисман указывал на «ужасающее» санитарное состояние жилья, рассказывая о водосточных трубах, использовавшихся жителями лавры как туалет. В итоге эти испражнения попадали в Фонтанку, воду из которой использовало бедное население, жившее вдоль реки. Несмотря на удручающие условия, за жизнь в таких квартирах платили по 36 — 38 рублей.

## Общество

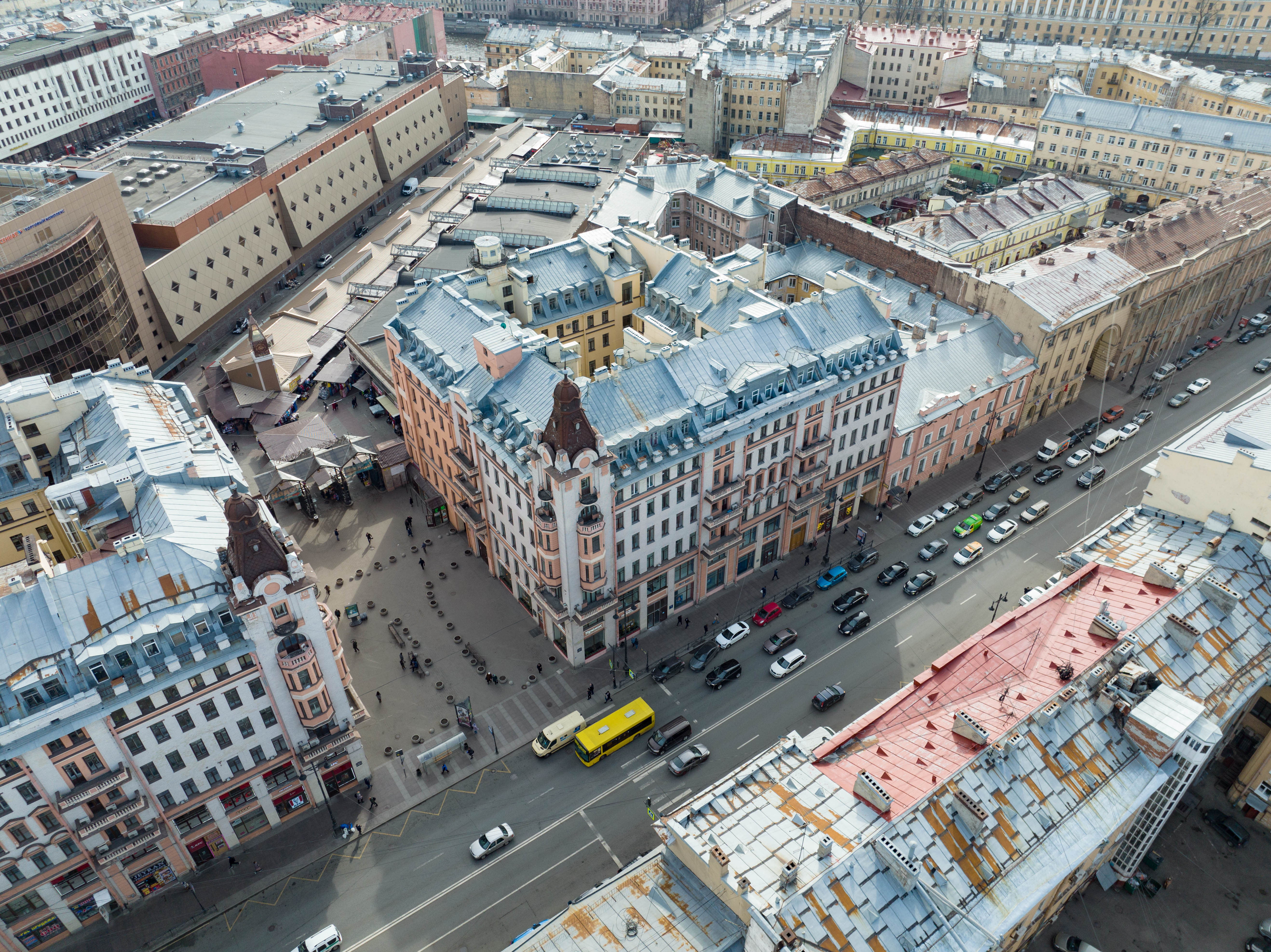
Вид на бывшую территорию Вяземской лавры, где за линией домов стоят крытые торговые ряды и торговый центр

Вяземская лавра представляла собой «государство в государстве» со своими действующими законами, «властью» и правилами выживания. Здесь находили приют приезжавшие на заработки бедняки, воры, бродяги и секс-работницы. Николай Свешников описывал обитателей лавры как отбросов и паразитов общества. Юрист Д. А. Засосов и инженер В. И. Пызин чётко отличали вяземцев от остального бедного населения Петербурга, описывая их как людей «до безобразия рваных и грязных, частенько полунагих и полуголодных, но всё же умевших легко достать копейку». Правозащитница Мария Покровская в своих заметках писала, что в лавре жило несколько тысяч людей обоих полов. Это были торговцы вразнос, чернорабочие, безработные, получавшие пенсии от благотворительных учреждений, плотники, каменщики, строители, корзинщики и пролетарии, находящиеся на иждивении у родственников и знакомых. По другим сведениям, в лавре проживало от 10 тысяч до 20 тысяч человек в летнее время. В выходные дни жители массово напивались, после чего устраивали пляски, драки и оргии. Арендодатели продавали водку жителям, имея с этого солидные доходы. К концу XIX века по сравнению с его серединой порядок здесь стал соблюдаться строже, а арендодатели больше не сдавали квартиры жильцам без документов, так как представители власти периодически проверяли таких арендодателей и могли наказать. В лавре действовало множество артелей, крупнейшая из которых — тряпичники — занималась перешиванием и перепродажей краденных вещей.
Приличные граждане опасались этого места и не решались туда заходить даже днём. Случайно попадавших туда подвыпивших петербуржцев всегда избивали и обкрадывали. Если не убивали, то полицейские отказывались расследовать дела выживших жертв. Зимой в лавру прибывали пригородные крестьяне, продававшие деревенские продукты. Ловить преступников в лавре было почти невозможно, так как при появлении правоохранительных органов преступники быстро перебегали с одного флигеля в другой, а оцепить всю территорию в 13 домов было невозможно.
Вяземский трактир посещал писатель Фёдор Достоевский и сделал местом действия в романе «Преступление и наказание», где встречались Раскольников с Свидригайловым. В своём романе Достоевский описывал трактир как «набитое битком злачное место с распахнутыми окнами, в чьём зале распевались песенки, гремели кларнет, скрипка и турецкие барабаны, издавались женские визги».